# Rak (potok)
Rak je slovenska ponikalnica. Teče po kraškem polju Rakovega Škocjana (t. i. Rakovška uvala). Rak je četrta izmed šestih ponikalnic, ki so predhodnice reke Ljubljanice. Po površju teče približno 2 kilometra, nato ponikne v Tkalca jamo, kjer teče še okrog 3 km in se v Planinski jami izlije v reko Pivko in nadaljuje kot Unica. To je eno največjih podzemeljskih sotočij v Evropi. V 19. stoletju so ob njej stale tri žage, ki pa so bile zaradi močnih poplav uničene in se zato tovrstna obrt ob njene bregove ni vrnila.